# دیوید پتی
 دیوید پتی (انگلیسی: David Pate؛ زادهٔ ۱۶ آوریل ۱۹۶۲) یک تنیس‌باز اهل ایالات متحده آمریکا است.